# Komneni
Komneni (grško starogrško Κομνηνοί  [Komnini]) so bili grška vladarska rodbina, ki je, s krajšo prekinitvijo, vladala v Bizantinskem cesarstvu od leta 1057 do 1185.  Ena od vej Komnenov, Megalokomnenoi (Veliki Komneni),  je od leta 1204 do 1461 vladala v Trapezundskem cesarstvu.

## Izvor
Mihael Psel piše, da je družina Komnen izvirala iz vasi Komne v Trakiji, katero se istoveti s Komnenskimi polji (Κομνηνῆς λειμῶνας [Komninís leimónas]), ki jih v 14. stoletju omenja  Ivan VI. Kantakuzen. Prvi znani član rodbine je bil Manuel Erotik Komnen, ki je pridobil obsežne  posesti  v pokrajini Kastamon v Paflagoniji, ki so v 11. stoletju  postale utrdba družine. Družina se je hitro povezala z močno in prestižno vojaško aristokracijo (dynatoi)  iz Male Azije, zato so jo kljub temu, da je izvirala iz Trakije, imeli za »vzhodno«.
Charles du Fresne, učenjak iz 17. stoletja, je trdil, da so Komneni  potomci  rimske plemiške družine, ki je sledila Konstantinu I. v Konstantinopel. Njegovo rodoslovje Komnenov je očitno mitološko, ker ga ne podpira noben  bizantinski vir. Romunski zgodovinar Georgiu Murnu je leta 1924 trdil,  da so bili Komneni romunskega rodu. Sodobni zgodovinarji tudi njegovo trditev zavračajo.
Manuel Erotik Komnen je bil oče cesarja Izaka I. Komnena (vladal 1057-1059) in preko Izakovega mlajšega brata Ivana Komnena stari oče Alekseja I. Komnena (vladal 1081-1118).

## Ustanovitev dinastije
Komnensko dinastijo bizantinskih cesarjev je začel Izak I. Komnen, pod Mihaelom VI. Kastriotikom  (vladal 1056 – 1057) stratopedarches Vzhoda. Izak je leta 1057 proti Mihaelu VI. izvedel državni udar in se razglasil za cesarja. Čeprav je njegova vladavina trajala samo do leta 1059, ko so ga njegovi dvorjani prisilili k odstopu in odhodu v samostan, je izvedel vrsto koristnih reform. 
Dinastija se je vrnila na oblast leta 1081 z Izakovim  nečakom Aleksejem I. Komnenom. Zgleda, da so do takrat iz cesarstva izginili vsi potomci prejšnjih vladarskih dinastij, tudi pomembnih Sklerov in Argirjev. S porokami v tuje vladarske hiše so se preselili v Gruzijo, Kijevsko Rusijo, Francijo, Perzijo, Italijo, Nemčijo, Poljsko, Bolgarijo, Ogrsko in Srbijo, kar je Komnenom zelo olajšalo zasedbo prestola. Komneni so bili v sorodu z Dukasi, zato se klan pogosto imenuje tudi Komnenodukasi. Več posameznikov ja zato v priimku uporabljalo oba priimka.  Aleksej I. Komnen je bil poročen z Ireno Dukaino, pranečakinjo Konstantina X. Dukasa, generala, ki je leta 1059 nasledil Izaka I. Komnena. Iz klana Komnen-Dukas je izviralo več drugih družin, med njimi Paleologi, Angeli, Vataci in Laskarisi. Aleksejeva in Irenina najmlajša hčerka Teodora je s poroko  Konstantinom Angelom postala stara mati cesarjev Izaka II. (vladal 1185-1195 in 1203-1204) in Alekseja III. Angela (vladal 1195-1203).

## Komneni kot cesarji
Pod  Aleksejem I. in njegovimi nasledniki  je bilo  Bizantinsko cesarstvo dokaj uspešno in stabilno. Aleksej je cesarsko rezidenco preselil v konstantinopelsko četrt Blaherne in ponovno osvojil veli del Anatolije, ki so jo tik pred njegovim prihodom na prestol zasedli Seldžuki. V prvi križarski vojni, katere cilj je bil osvoboditev Jeruzalema, je doživel prehod križarjev preko svojega ozemlja. Po vojni so na Bližnjem vzhodu nastale nove križarske države, s katerimi so imeli Komneni vzajemne stike. Njeni člani so se vzajemno poročali z vladajočimi družinami  Kneževine Antiohije in Jeruzalemskega kraljestva. Teodora Komnena, nečakinja Manuela I. Komnena je bila poročena z Balduinom III. Jeruzalemskim, njegova pranečakinja Marija pa z Amalrikom Jeruzalemskim.
Neverjetno je, da je Aleksej I. vladal 37 let (1081–1118), njegov sin Ivan II. 25 let (1118–1143), njegov sin Manuel I. pa nadaljnjih 37 let (1143 – 1180). 
Komnenska dinastija se je v tem času razcepila v več vej. Ker v Bizantinskem cesarstvu nasledstvo ni bilo regulirano z zakonom, ampak je bilo odvisno od osebne moči in želja predhodnika, se je v Komnenski dinastiji po nekaj generacijah pojavilo več sorodnikov, ki so si lastili pravice do nasledstva. Po vladavini Manuela I. so se   začele zarote in nasilni prevzemi oblasti. Aleksej II., ki je prvi nasledil prestol kot mladoletnik, je vladal samo tri leta (1180–1183), njegov naslednik Andronik I. samo dve (1183–1185), potem pa ga je strmoglavila in oblast prevzela družina Angel na čelu z Izakom II.. Izaka II. je strmoglavil in oslepil njegov brat Aleksej III., katerega je med četrto križarsko vojno leta 1204 odstavil sorodnik družine Komnen  Aleksej Dukas.

## Kasnejša zgodovina
Nekaj tednov pred padcem Konstantinopla leta 1204 je ena veja Komnenov pobegnila v svojo domovino Paflagonijo in ob vzhodnem Črnem morju in vznožju Pontskih Alp ustanovila Trapezundsko cesarstvo. Njegov prvi vladar je bil Aleksej I., vnuk cesarja Andronika I. Komnena. Cesarji, znani kot Veliki Komneni (Megaloi Komnenoi), so vladali več kot 250 let do leta 1461, ko je Davida Komnena  porazil in usmrtil osmanski sultan Mehmed II.. Mehmed je preko  Ivana Celepesa (Çelebija) Komnena zahteval nasledstvo Komnenske  dinastije.  Trapezundska veja Komnenov je po enem  od prednikov, plemiču, generalu in ministru Ivanu Aksuhu, prevzela tudi priimek Aksuh.  Princesa trapezundske veje Komnenske dinastije naj bi bila mati osmanskega princa Jahja (rojen 1585), ki je prestopil v krščansko vero in se velik del življenja poskušal dokopati do osmanskega prestola. 
Druga veja Komnenov je pod Mihaelom I. Komenom Dukasom,  pravnukom Alekseja I. Komnena, leta 1204 ustanovila Epirski despotat. Helena Dukaina iz epirske veje Komnenov se je poročila z atenskim vojvodom Guyem I. de la Rochem in združila komnensko  in njegovo družino. Njeni člani za nazadnje postali atenski vojvode.
Eden od članov družine, ki se je tudi imenoval Izak, je leta 1184 ustanovil svoje »cesarstvo« na Cipru, ki je živelo do leta 1191, ko je otok med tretjo križarsko vojno prevzel Rihard I. Angleški.
Po obnovitvi Bizantinskega cesarstva leta 1261 mu je zavladala družina Paleologov, ki je bila v tesnem sorodstvu s Komneni. Paleologi so vladali do leta 1453, ko so Konstantinopel osvojili osmanski Turki.
Kot zadnjega  potomca Komnenske dinastije se pogosto omenja Ivana Komnena Molivda, slavnega osmanskega grškega očenjaka in zdravnika, ki je postal metropolit Side in Silistre. Umrl je leta 1719. Njegove zahteve po trapezundskem prestolu so zelo verjetno izmišljene.